# Asajj Ventress
Asajj Ventress is een personage uit het Star Warsuniversum. Ze komt niet voor in de films, maar wel in het Star Wars Expanded Universe. Ze is vooral bekend van haar rol in de animatieserie Star Wars: Clone Wars, waarin ze de leerling is van Graaf Dooku. Ze is een commandant van de Confederacy of Independent Systems (CIS), oftewel de separatisten.

## Overzicht
Ventress is een Dark Jedi, en een van Graaf Dooku’s leerlingen. Ze is een krachtige krijger die zich dolgraag bij de Sith wil aansluiten. Ze vecht met twee rode, kromme lichtzwaarden. Dit omdat haar meester ook een krom lichtzwaard gebruikt.
Het personage Ventress werd aanvankelijk bedacht als de nieuwe Sith Leerling van Darth Sidious (ter vervanging van Darth Maul) voor de film Star Wars: Episode II: Attack of the Clones, maar uiteindelijk werd die rol gegeven aan Graaf Dooku/Darth Tyranus.

## Achtergrond
Ventress' achtergrond werd verklaard in "Hate and Fear", een verhaal van de stripserie Star Wars: Republic. Ze komt van de planeet Dathomir, en is de dochter van een Nightsister. Als kind verloor ze haar ouders door toedoen van de krijgsheer Kirske. Ze ontmoette de jedimeester Ky Narec, die op haar planeet was neergestort. Hij trainde haar ter verdediging tegen Kirske. Kirske vermoordde Ky Narec voordat Ventress’ training was afgerond. Dit was voor Ventress de laatste druppel. Ze was ervan overtuigd dat de andere Jedi haar leraar in de steek hadden gelaten, en zwoer wraak.
In de serie Star Wars: Clone Wars ontmoette Ventress Graaf Dooku toen die Rattatak innam voor de Separatisten. Ventress versloeg een aantal sterke krijgers om Graaf Dooku te overtuigen haar als leerling te nemen, wat hij uiteindelijk deed. Hij gaf haar de twee rode lichtzwaarden van Komari Vosa, zijn vorige leerlinge, beide met een krom handvat. Ventress werd al snel opgezocht door Darth Sidious, die haar het bevel gaf Anakin Skywalker te vermoorden. Later onthulde Darth Sidious aan Dooku dat hij wel wist dat Anakin Ventress zou verslaan, en dat hij haar slechts gebruikte om te zien hoe goed Anakin zijn woedde onder controle kon houden.
Ventress stierf niet en ze bleef Dooku's leerlinge. Ventress werd nog ingezet om Kamino aan te vallen en om koning Katuunko over te halen om zich bij de CIS aan te sluiten. Beide missies zonder succes. Wel lukte het haar om Nute Gunray, die gevangen was genomen door de Republiek te bevrijden. Darth Sidious vond het maar niks dat Dooku Ventress nog steeds gebruikte en vreesde dat Dooku haar zou gebruiken om hem uit de weg te ruimen. Om zijn trouw te testen, beval Sidious Dooku om Ventress te laten vallen en uit de weg te ruimen. Dit lukte bijna, maar Ventress wist te vluchten naar Dathomir, naar moeder Talzin. Ventress zwoer zich te wreken op Dooku en Talzin wilde haar daar graag bij helpen. Eerst maakte ze Ventress onzichtbaar zodat ze Dooku kon aanvallen. Toen dit mislukte, besloten ze Dooku een nieuwe leerling te geven, welke hem vervolgens zou verraden. Dit werd een nightbrother genaamd Savage Opress. Opress leek een leerling van de Graaf te worden. Maar toen Ventress samen met Opress tegen de Sith Leerling vocht, moest ze concluderen dat Dooku te sterk was voor zowel zichzelf als Savage Opress. Ventress reisde daarop terug naar Dathomir en sloot zich bij de nightsisters aan. Dooku voelde zich verraden door Talzin en de nightsisters. Daarom beval hij Generaal Grievous om de heksenclan uit te roeien. Ventress vocht tegen de Generaal en raakte gewond. De Nightsisters werden uitgeroeid door Grievous en de droids. Ventress moest dus weer een nieuw thuis zoeken en besloot premiejager te worden. Ze sloot zich aan bij een groep premiejagers die een kist moesten afleveren bij iemand. Er bleek een meisje in te zitten en Ventress kon het niet over haar hart verkrijgen om haar af te leveren als bruid, omdat het tegen de wil van het meisje was. Ze kreeg er bovendien ook een geldbedrag voor om het te voorkomen vanwege het feit dat het een meisje met een hoge status was. Zo sloeg Ventress twee vliegen in een klap. Boven haar normale salaris kreeg ze ook dit geldbedrag. Na de missie bleek dat Savage Opress zijn pas verworven krachten ging gebruiken tegen onschuldigen. Er stond een grote prijs op zijn hoofd. Ventress pakte de klus aan om Opress in te rekenen. Het was immers haar fout dat hij in de fout was gegaan. Zij had hem uitgekozen als middel tot haar wraak op de Sith Leerling Graaf Dooku. Het bleek dat Opress in samenwerking was met zijn broer, die dood gewaand werd. Het was Darth Maul, de Sith Leerling die tien jaar eerder Darth Sidious had gediend, voordat Dooku die rol was gaan vervullen. Darth Maul werd de leermeester voor Savage Opress en samen waren de Zabrakbroers een bedreiging voor iedereen. Maul wilde wraak op Obi-Wan Kenobi, die hem van zijn benen had beroofd. Ironisch genoeg moest Ventress samen met Kenobi vechten tegen de twee broers. Samen waren ze te zwak tegen Opress en de Sith Darth Maul en daarom ontsnapten ze. Het leek erop dat Ventress nu samen met Kenobi in een schuitje zat.

## Andere media
- Ventress is te zien in de animatieserie Star Wars: The Clone Wars.
- Ventress is te zien in de animatieserie Star Wars: The Bad Batch.
- Ventress is te zien in de animatieserie Star Wars: Tales of the Underworld.
- Ventress is een downloadbaar personage voor de Xbox-versie van het spel Star Wars: Battlefront II.